# ゼイビア・エイブリー
ゼイビア・タイロン・エイブリー（Xavier Tyrone Avery, 1990年1月1日 - ）は、アメリカ合衆国・ジョージア州アトランタ出身のプロ野球選手（外野手）。左投左打。MLB・アトランタ・ブレーブス傘下所属。

## 経歴

### プロ入りとオリオールズ時代
2008年のMLBドラフト2巡目（全体50位）でボルチモア・オリオールズから指名され、プロ入り。
2012年5月13日のタンパベイ・レイズ戦でメジャーデビューを果たした。7月に一旦傘下のAAA級ノーフォーク・タイズへ降格したが、9月に再昇格した。

### マリナーズ傘下時代
2013年8月30日にマイケル・モースとのトレードで、シアトル・マリナーズへ移籍した。
2014年2月25日にマリナーズと1年契約に合意した。3月14日にAAA級タコマ・レイニアーズへ異動。3月28日に戦力外となり、4月2日に40人枠を外れる形でAAA級タコマへ降格した。この年は120試合に出場して打率.275・10本塁打・38打点・31盗塁の成績を残した。

### タイガース傘下時代
2014年11月19日にデトロイト・タイガースとマイナー契約を結んだ。
2015年は開幕から傘下のAAA級トレド・マッドヘンズでプレーしていたが、7月1日に自由契約となった。

### ジャイアンツ傘下時代
2015年7月3日にサンフランシスコ・ジャイアンツとマイナー契約を結んだ。傘下のAAA級サクラメント・リバーキャッツでプレーしていたが、7月21日に自由契約となった。

### ツインズ傘下時代
2015年7月25日にミネソタ・ツインズとマイナー契約を結び、傘下のAAA級ロチェスター・レッドウイングスでプレーした。この年は3球団合計で124試合に出場して打率.282・6本塁打・52打点・19盗塁の成績を残した。オフの11月6日にFAとなった。

### オリオールズ傘下時代
2015年12月15日にオリオールズとマイナー契約を結んだ。
2016年はAAA級ノーフォークでプレーし、101試合に出場して打率.248・6本塁打・19打点・18盗塁の成績を残した。オフの11月7日にFAとなった。

### ブレーブス傘下時代
2017年1月24日にアトランタ・ブレーブスとマイナー契約を結んだ。

## 詳細情報

### 年度別打撃成績
| 年 度    | 球 団    | 試 合 | 打 席 | 打 数 | 得 点 | 安 打 | 二 塁 打 | 三 塁 打 | 本 塁 打 | 塁 打 | 打 点 | 盗 塁 | 盗 塁 死 | 犠 打 | 犠 飛 | 四 球 | 敬 遠 | 死 球 | 三 振 | 併 殺 打 | 打 率 | 出 塁 率 | 長 打 率 | O P S |
| -------- | -------- | ----- | ----- | ----- | ----- | ----- | -------- | -------- | -------- | ----- | ----- | ----- | -------- | ----- | ----- | ----- | ----- | ----- | ----- | -------- | ----- | -------- | -------- | ----- |
| 2012     | BAL      | 32    | 107   | 94    | 14    | 21    | 6        | 1        | 1        | 32    | 6     | 6     | 3        | 2     | 0     | 11    | 0     | 0     | 23    | 2        | .223  | .305     | .340     | .645  |
| MLB：1年 | MLB：1年 | 32    | 107   | 94    | 14    | 21    | 6        | 1        | 1        | 32    | 6     | 6     | 3        | 2     | 0     | 11    | 0     | 0     | 23    | 2        | .223  | .305     | .340     | .645  |

- 2018年度シーズン終了時

### 年度別守備成績
| 年 度 | 球 団 | 中堅（CF） | 中堅（CF） | 中堅（CF） | 中堅（CF） | 中堅（CF） | 中堅（CF） | 左翼（LF） | 左翼（LF） | 左翼（LF） | 左翼（LF） | 左翼（LF） | 左翼（LF） |
| 年 度 | 球 団 | 試 合      | 刺 殺      | 補 殺      | 失 策      | 併 殺      | 守 備 率   | 試 合      | 刺 殺      | 補 殺      | 失 策      | 併 殺      | 守 備 率   |
| ----- | ----- | ---------- | ---------- | ---------- | ---------- | ---------- | ---------- | ---------- | ---------- | ---------- | ---------- | ---------- | ---------- |
| 2012  | BAL   | 1          | 0          | 0          | 0          | 0          | .---       | 27         | 49         | 1          | 2          | 0          | .962       |
| 通算  | 通算  | 1          | 0          | 0          | 0          | 0          | .---       | 27         | 49         | 1          | 2          | 0          | .962       |

- 2018年度シーズン終了時

### 背番号
- 13（2012年 - 同年途中）
- 70（2012年途中 - 同年終了）